# St. Gotthard und St. Erhard (Brixen)

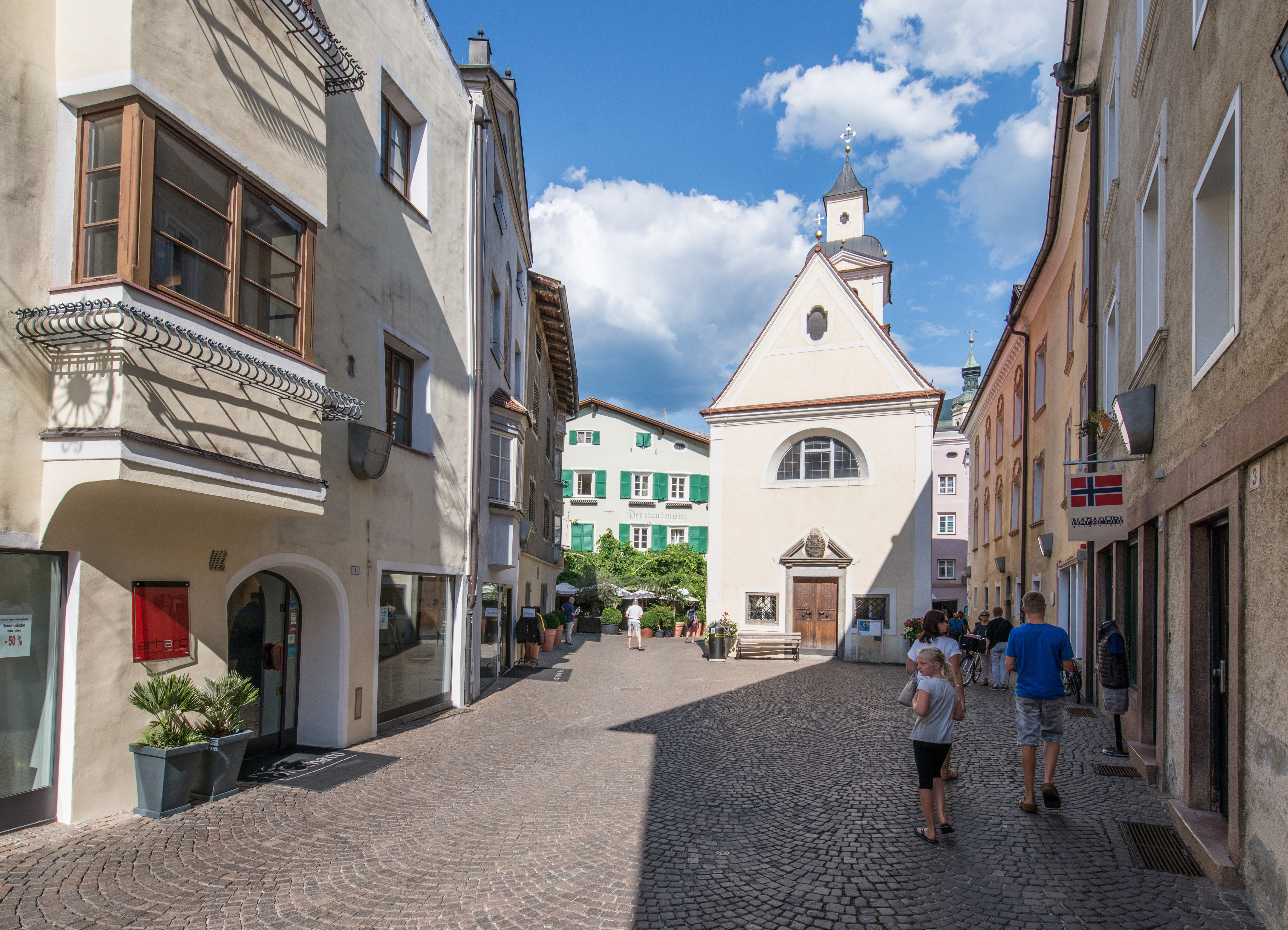
Erhardskirche in Brixen

St. Gotthard und St. Erhard ist eine der Evangelisch-Lutherischen Kirche für Gottesdienste zur Verfügung gestellte, ursprünglich römisch-katholische Kirche in der Südtiroler Stadt Brixen, die umgangssprachlich als Erhardskirche bekannt ist. Das barocke Gebäude befindet sich in der Erhardgasse in der Fußgängerzone der Brixner Altstadt, westlich des Domplatzes. Seit 1984 steht es unter Denkmalschutz.

## Geschichte
Bei archäologischen Grabungen im Bereich der heutigen Kirche gefundene eisenzeitliche Artefakte dokumentieren eine lang andauernde Besiedlung des Ortes. Im 9. Jahrhundert befand sich an dieser Stelle eine Kapelle St. Thomas am Wald. Die Voitsperger stifteten im 13. Jahrhundert neben der ältesten Propstei eine Kirche, die 1371 vergrößert wurde. 1695 veranlasste Weihbischof Wilhelm von Vintler einen barocken Neubau. Seit 1971 dient die Kirche den Lutheranern als Gottesdienststätte.

## Baubeschreibung
Das kleine und schlichte Kirchlein besitzt Kreuzgratgewölbe und einen geraden Chorschluss. Die schmucklose Fassade zeigt Lünettenfenster und an der Westseite ein rechteckiges Eingangsportal mit gesprengtem Giebel und einer Wappenkartusche. Der Ostturm wird von einer Kuppelhaube und einer Laterne bekrönt.
Im Inneren befinden sich Deckengemälde in Vierpassrahmung aus der Zeit um 1700, die den Namen Jesu und die hl. Dreifaltigkeit darstellen. Der Hochaltar aus weißem Marmor wurde um 1840 errichtet und besitzt ein Altarkreuz von 1740. Am schmiedeeisernen Gitter aus der Bauzeit ist das Wappen von Bischof Vintler, dem Erbauer der Kirche, zu sehen.